# Bern óvárosa
Bern óvárosa a svájci főváros 1983 óta világörökségi védelmet élvező történelmi városrésze, Óváros (Altstadt) vagy Belváros (Innere Stadt) néven I. kerülete, amely az Aare folyó patkó alakú kanyarulata által közrezárt platón terül el. 12. századi alapítású, középkori hangulatú, városképében a 15–16. század építészetét őrző, festői fekvésű városmagjával Bern az ország egyik legpatinásabb települése. Legjelentősebb műemlékei a 12. századi Óratorony, a 15–16. századi Münster-székesegyház, valamint a 15. századi Városháza.

## Történelme
Bern környéke a római korban elszórtan lakott volt, a kora középkor évszázadaira azonban elnéptelenedett az előbb alemann, longobárd, 532-től frank, 888-tól burgundiai, majd 1032-től német-római fennhatóság alatt álló terület.
V. Bertold zähringeni herceg 1191-ben emeltette Nydegg várát (Nydeggburg) a mai óváros keleti végében, az Aare kanyarulatában. Hagyományosan ettől az évtől számítják a város alapítását. A dinamikusan növekvő Bern 1232-ben szabad birodalmi város lett, s mindjobban fejlődő mezőgazdasági árutermelése és fémművessége, legfőképpen pedig kereskedelmi élete révén egyre jelentősebb és nagyobb város lett. 1353-ban csatlakozott a kantonok szövetségéhez, s az 1528-as vallási vita kivételével évszázadokon át békében fejlődött, amelyet csak a városvezetők túlkapásai elleni felkelések zavartak meg 1653-ban, 1723-ban és 1749-ben. 1798-ban I. Napóleon elfoglalta és annektálta a várost. 1830-ban a francia fennhatóság megszűnt, s 1848. november 28-án Bern a konföderáció fővárosa lett.

## A városszerkezet

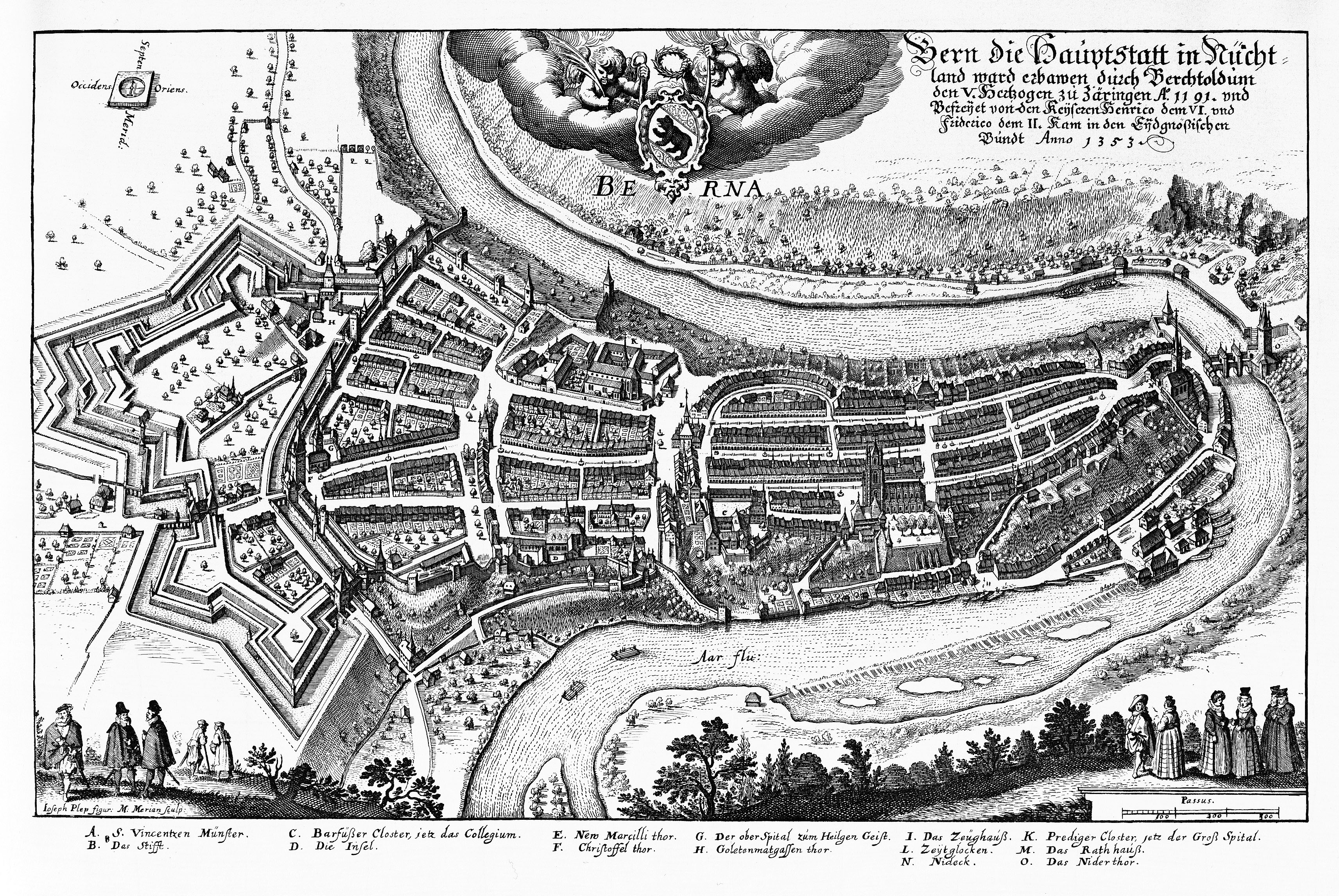
Bern, vagyis a mai óváros egy 1638. évi metszeten
Jól felismerhető a földnyelv keleti csücskében az Alsóvárosi kapuhíd, a tőle nyugatra elterülő eredeti városmag, s a további, 13–14. századi nyugati terjeszkedés két stációja

A Nydegg várának szomszédságában dinamikusan fejlődő Bern az elkövetkező néhány évtizedben a folyókanyartól övezett platón gyorsan terjeszkedett nyugati irányban, egészen az Óratoronyig. A fejlődés és a nyugati irányú terjeszkedés újult erővel folytatódott II. Péter savoyai gróf protektorátusa alatt (1255–1265), s a város immár egészen a Ketrec-toronyig húzódott. Nydegg várát még a 13. században lerombolták, s a helyén felépült alsóvárost az Alsóvárosi kapuhíd kötötte össze a túlparttal. Végső kiterjedését a 14. századra érte el a mai városközpont, azaz eddigre népesült be a Kristóf-toronyig húzódó terület. A rákövetkező évszázadokban a városközpontnak csak az építészeti képe változott. 1405-ben súlyos tűzvész pusztította el a várost, ezt követően a házak java része homokkőből újraépült és ekkor alakították ki a Bernre oly jellemző, a házsorok aljában húzódó, mintegy 6 kilométeres árkádsort is. A 16. században készült el számos, allegorikus figurákkal díszített köztéri szökőkút, s ekkora épültek fel olyan, a városképet erősen meghatározó épületek, mint a Városháza vagy a Münster-székesegyház. A 17. század során további patríciusházak épültek, a 18. században pedig felújították az egész városrészt, és ekkor épült fel a Szentlélek-templom is. Miután 1848-ban Bern lett a főváros, hatalmas középületek nőttek ki a földből az óvárosban, mint például a szövetségi parlament épülete, a főpályaudvar, a Történeti Múzeum vagy a Városi Színház.

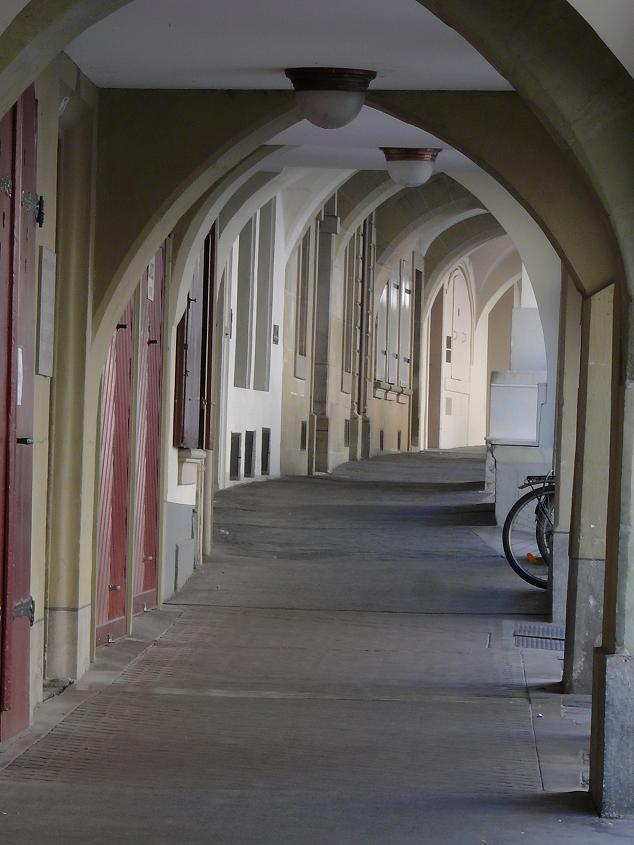
Berni árkádsor részlete

Bern városának az előző bekezdésben leírt fejlődése, 12–14. századi, fokozatos nyugati irányú terjeszkedése nyomon követhető napjaink városszerkezetében is. Egyfelől az óvárost három kiteresedett út szeli át észak–déli irányban, az egykori nyugati városfalak helyén: a Kornhausplatz és a Casinoplatz, majd a Waisenhausplatz és a Bärenplatz együttese, legnyugatabbra pedig a Bollwerk. Az ezekre merőleges, a földnyelvvel párhuzamos, az egykori városkapukon átfutó központi út képezi a város fő ütőerét, melynek neve szakaszonként változik: az Óratoronyig Nydegg-, Gerechtigkeit- és Kramgasse, a Ketrec-toronyig Marktgasse, az egykori Kristóf-toronyig pedig Spitalgasse. Ezzel párhuzamosan több kisebb utca fut kelet–nyugati irányban, s valamennyi egy pontba tart: Nydegg várának egykori helyén, az óváros keleti csücskében lévő Nydegggasséban fut össze. A Belváros öt körzetre oszlik, ezek nyugatról kelet felé, a legrégebbiektől az újabbakig: Weissesquartier (Fehér-), Schwarzesquartier (Fekete-), Grünesquartier (Zöld-), Gelbesquartier (Sárga-) és Rotesquartier (Vörösnegyed).

## Nevezetes épületek és helyszínek
A berni óváros utcái az egykori városfalak helyén elterülő tereket és a fő útvonalat kivéve szűk, zárt, macskakövekkel kirakott, helyenként művészi kivitelű kutakkal díszített közterek. A lakóházak nagy többsége az 1405-ös tűzvész után épült, így a 15–16. századi építészetre jellemző jegyeket visel magán. A két-három emeletes, változatos színűre festett épületek aljában boltívekkel lehatárolt, az utcaszintről két-három fokos lépcsővel elérhető árkádsor fut, ebben ma üzletek sora látható. Minden házhoz tartozik pince is, amelynek az árkádsor utca felőli, nyitott oldalán található meredek lejáratát síkban megdöntött fa- vagy vasajtó zárja le.

### Tornyok, kapuk és hidak
Bernt védelmi szempontból az Aare kanyarulata biztosította három oldalról, s csak nyugat felől kellett gondoskodni védművek kiépítéséről. A városszerkezet fentebb vázolt három fejlődési szakaszát követve a városfal és a városkapu is mind nyugatabbra tolódott. Az első két városfal helyét ma is jelzik kaputornyaik, az Óratorony és a Ketrec-torony, míg a harmadik városfal és tornya, a Kristóf-torony egyaránt elpusztult.

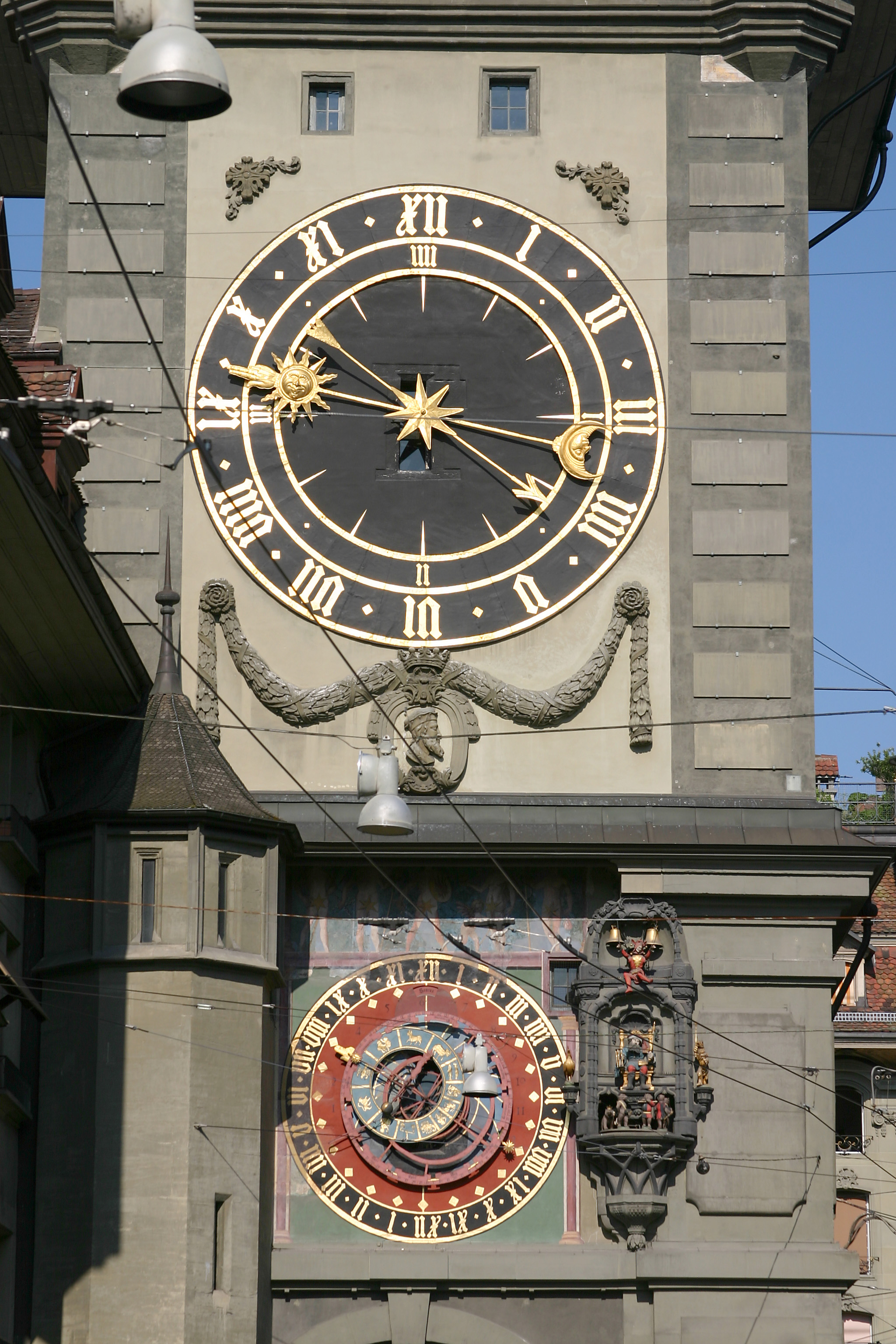
Az Óratorony keleti oldala, legfelül az órával, alatta az asztronómiai órával és az órajátékkal

Óratorony • A mai Óratorony (Zeitglockenturm, berni német nyelvjárásban Zytgloggeturm) a 12. század végén épült, és Bern első városfalának nyugati kapuja volt egészen 1256-ig, amikor a Ketrec-torony vette át a helyét. Ezután női börtönné alakították át, majd miután 1405-ben a város többi részével együtt leégett, újjáépítették. Ekkor helyeztek el tornyában egy óraszerkezetet és egy harangot, aminek köszönhetően elnyerte ma ismert nevét, s évszázadokon keresztül órájához igazították a város többi időmérő eszközét. Vélhetően ugyancsak a 15. század első felében került asztronómiai óra a torony keleti oldalára, amely ma ismert, végső formáját 1530-ban nyerte el Casper Brunner keze munkája nyomán, ugyanakkor, amikor a belső óraszerkezetet is felújította és az óránként megszólaló, medvefigurákat felvonultató órajátékot is kialakította. 1771-ben felújították.
Ketrec-torony • Az Óratoronytól nyugatra, a Marktgasse végén állt a növekvő Bern 1256-ban felépült, második nyugati városkapuja a mai Ketrec-torony (Käfigturm) helyén. Funkcióját egészen a 14. századig töltötte be Gloggner-kapu (Gloggnerstor) néven. 1640-ben összeomlott, s 1644-re épült fel Joseph Plepp tervei alapján a ma ismert, 49 méter magas Ketrec-torony, s egészen 1897-ig börtönként funkcionált (innen az elnevezés). 1691-re készült el óraszerkezete. A torony északi átjáróját 1823-ban, a délit 1903-ban nyitották meg. A Ketrec-torony 1999 óta kiállítóhelyiségként funkcionál.
Hollandi-torony • A közelben, a Waisenhausplatz keleti oldalán emelkedő mai Hollandi-torony (Holländerturm) vélhetően a 13. században épült a harmadik városfal egyik tornyaként, amelynek jelentősége a Kristóf-torony megépülésével lecsökkenhetett. 1530 után már voltaképpen jelentősen átalakított toronyház volt, a 17. században felső emeletén a németalföldi szolgálatból visszatért berni katonatisztek dohányzószalonja kapott helyet. Erre utal korabeli elnevezése is, a Dohányzó-torony (Raucherturm), melyet csak 1896-ban váltott fel a mai név.
Kristóf-torony • A Kristóf-torony (Christoffelturm) a mai Szentlélek-templom közelében állt 1865-ös lerombolásáig. 1346-ban épült fel Felsővárosi kapu (Obertor) néven a harmadik, legnyugatibb városfal kapujaként, amelyet az 1460-as és az 1570-es években is megerősítettek. A 15. század közepétől Szent Kristóf szobra díszítette a tornyot (innen későbbi elnevezése). A harmadik városfal másik jelentős védműve volt a Dittlinger-torony (Dittlingerturm), amely a 16. századtól politikai foglyok, majd a 17. századtól anabaptisták börtöneként funkcionált. Ez utóbbit hasonlóképpen lebontották, 1825-ben.
Az Alsóvárosi toronyhíd és a Kikötő-kapu • Keleti irányban, az Aare-kanyarulat túloldalára 1256-tól vezetett át az a fahíd, amelyet az 1460. évi áradás elsodort. Helyén 1461–1490 között építették fel Bern ma is álló legrégibb hídját, az 52 méter hosszú Alsóvárosi toronyhidat (Untertorbrücke). A város felőli hídfőnél áll a Kikötő-kapu (Ländtetor), amely a legkorábbi berni épület, Nydegg várának egyetlen fennmaradt részeként ismert. A közeli Nydegg híd (Nydeggbrücke) 1844-es megnyitása után az Alsóvárosi toronyhíd jelentősége lecsökkent. A Nydegg híd keleti hídfőjénél található a 16. században kialakított Medveverem (Bärengraben), amelyben néhány medve – Bern címerállata – éli mindennapjait a turisták kíváncsi tekintete előtt.

### Templomok

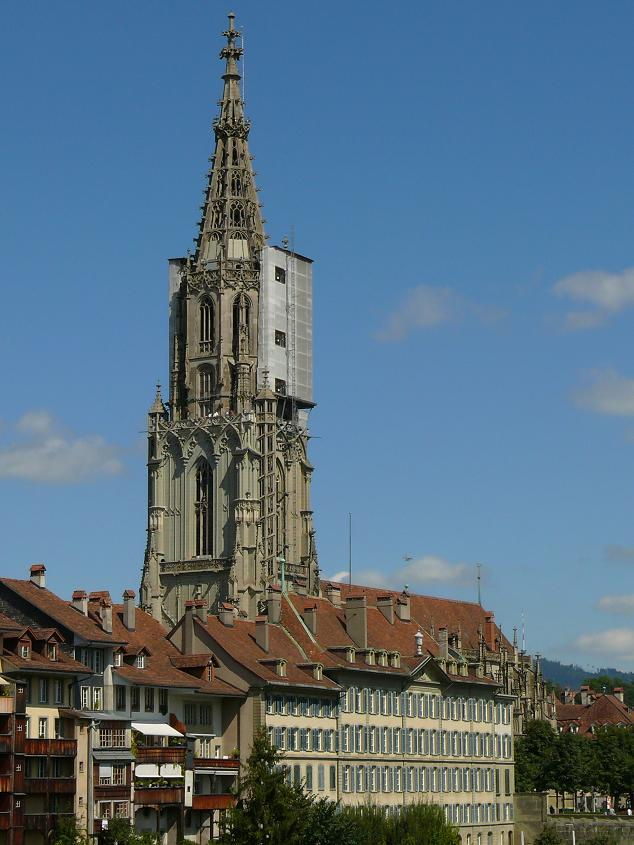
A Münster óvárosi házakkal

Francia-templom • Az óváros egyik legrégibb szakrális építészeti emléke a Francia-templom (Französische Kirche), amely eredetileg az 1269-ben Bernben megjelent dominikánus szerzetesek kolostortemplomaként épült fel a 13. század utolsó évtizedeiben. A története első szakaszában Prédikátor-templom (Predigerkirche) néven ismert templomot Szent Péter és Pál oltalmába ajánlották. A reformáció elérkeztével, 1527-ben a dominikánusok elhagyták a várost, s 1534-ben az épületet részben gabonaraktárrá alakították át, a kolostor pedig kórház, majd a 17. században árvaház lett. 1623-tól francia nyelvű istentiszteleteket tartottak a templomban, s 1685-től a Franciaországból menekült hugenották egyik legfontosabb temploma lett. Az épület nyugati oldala 1753-ban új, barokk homlokzatot kapott. A 20. század elején a kolostor megmaradt részeit lebontották, s csak a templom maradt fenn.
Münster • Az óváros legjelentősebb temploma a Münster, a svájci késő gótika szép példája, különösen kórusablakai és figurális díszítései érdemelnek figyelmet. E helyen 1256 óta kápolna állt, amelyet azonban a rohamosan gyarapodó lélekszámú város a 14. század végére kinőtt. A polgárság kezdeményezésére 1421-ben indult meg a Szent Vince oltalmába ajánlott templom építése, méghozzá a kápolna körkörös kibővítésével. A rákövetkező negyedszázadban, 1446-ig az ulmi Matthäus Ensinger irányította a főhajó építését. Ezt követően több mester dolgozott a templomon, vezetésük alatt 1517-ig lassan elkészültek a hosszházak, a mellékhajók, a sekrestye, a mellékkápolnák, a nyugati kapuzat és a kórusboltozat. Időközben 1460 és 1483 között Erhard Küng vezetésével az épületszobrászati munkák java része is elkészült. 1485-ben az új berni templom Rómától megkapta a székesegyház címet. A nyolcszög alaprajzú torony építése 1521-ben, 61 méteres magasságnál félbeszakadt, s a végül 100,6 méter magas torony felső részét és a sisakot végül csak több évszázados késéssel, 1889–1893 között fejezték be August Beyer tervei alapján. 1528 után a református Bern legfőbb temploma lett.

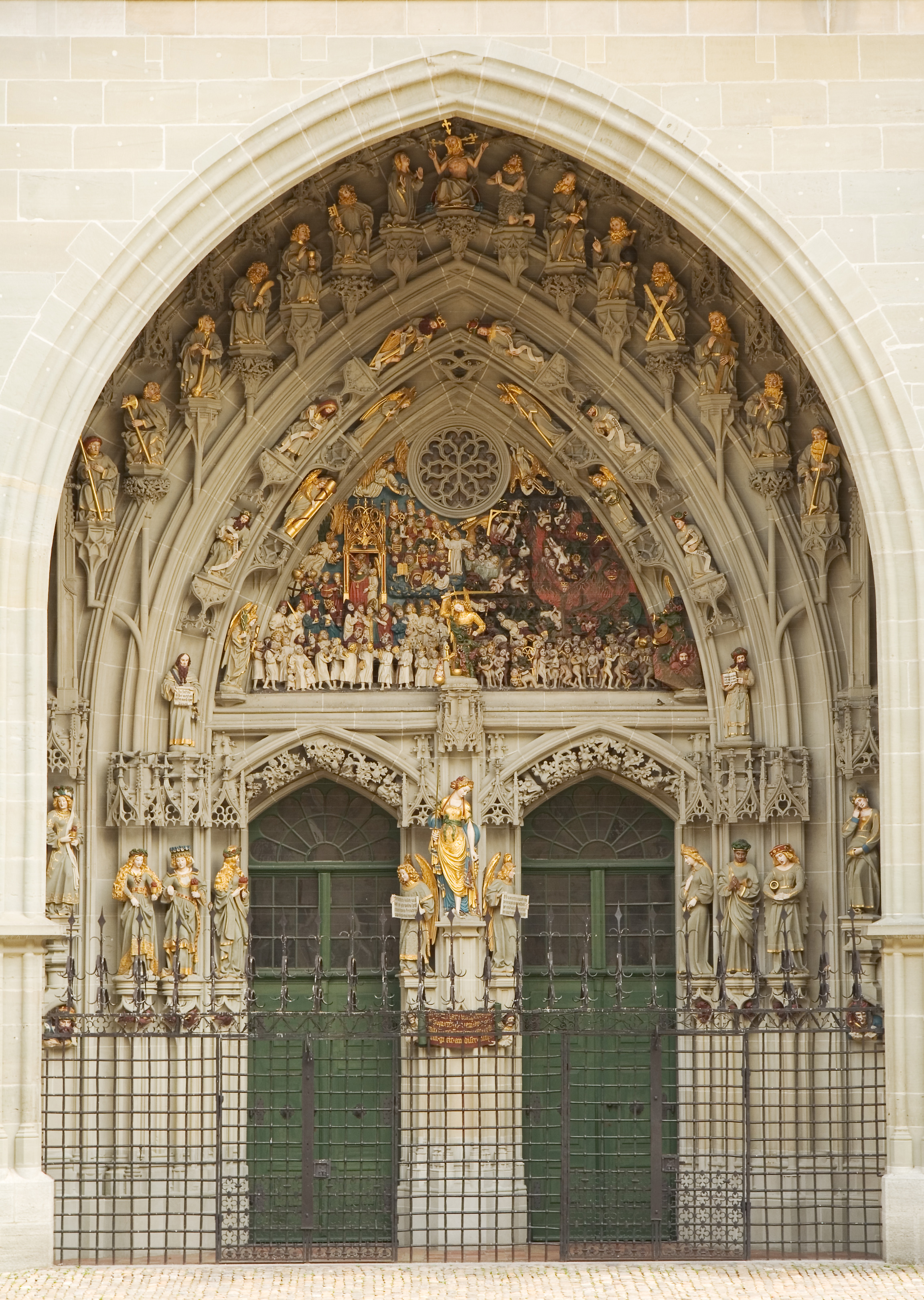
A Münster nyugati kapuzatának figurális díszítményei

A székesegyház legdíszesebb eleme a nyugati főkapuzat 234 emberalakot felvonultató, az utolsó ítéletet ábrázoló, festett szoborcsoportja. Az eredeti kórusablakok 1441–1455 között készültek. A kilenc harang legrégebbike a 13–14. század fordulójáról való ezüstharang, az 1611-ben öntött legnagyobb pedig egyúttal Svájc legnagyobb harangja is. A székesegyház berendezésének legrégibb részei az 1522–1525-ben Jacob Rüss és Heini Seewagen által készített stallum, valamint a misecsengők. A templom jelenlegi orgonája az eredeti, 1848-as hangszer 1930-ban átépített változata. A Münster déli oldalán terül el az Aare-kanyarulatra kilátást nyújtó, a korábbi temető helyén a 18. században kialakított parkosított, támfalas terasz, a Münsterplattform (helyi nevén Pläfä).
Nydegg-templom • A 13. században lerombolt Nydegg vára helyén 1341–1346-ban épült fel a huszártornyos Nydegg-templom (Nydeggkirche), ehhez később még egy tornyot emeltek, s 1504-re hajóját is kibővítették. A reformációval, 1529-től fa- és gabonaraktárnak használták, majd 1566–1721 között a Münster alá rendelt istenházaként működött. 1863-ban és 1953-ban az épületet kibővítették, ez utóbbi alkalommal kerültek a reliefes bronzkapuk a templomra.
Szentlélek-templom • Az óváros nyugati végében álló, barokk Szentlélek-templom (Heiliggeistkirche) 1726–1729 között épült fel Niklaus Schiltknecht tervei alapján a korábbi Kórházi templom (Spitalkirche) helyén. Svájc legszebb barokk református templomai között tartják számon.
Az óváros további jelentős temploma a római katolikus Szent Péter és Pál-templom (Sankt-Peter-und-Paul-Kirche, 1864, romantikus)

### Középületek, paloták

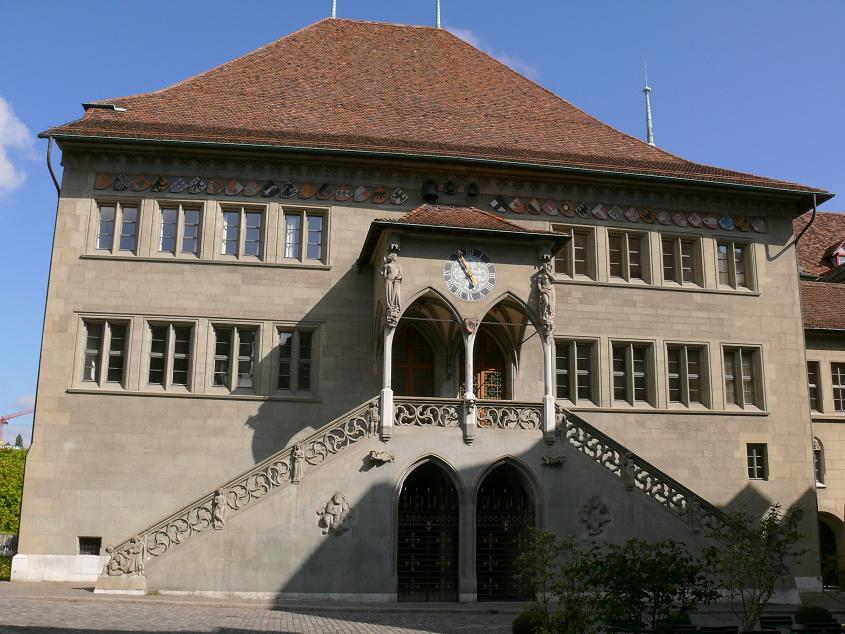
A Városháza (Rathaus)

Városháza • A gazdag kereskedővárosi múltat idézi a város egyik legpatinásabb középülete, a Városháza (Rathaus), amely nevében őrzi eredeti funkcióját, ma Bern kanton politikai központja, itt tartja a kanton nagytanácsa évi öt rendes gyűlését. Maga az épület, a város történetében a harmadik közigazgatási központ 1406–1415 között épült késő gótikus stílusban, a rottweili Heinrich von Gegenbach és Hans Hetzel munkájaként. 1868-ban neogótikus szellemben átalakították, de ennek a beavatkozásnak a nyomait az 1940–1942 közötti felújítás eltüntette. A városháza szomszédságában áll az Antonita-ház (Antonierhaus), amely a betegápoló antonita szerzetesek rendházaként épült 1444-ben. 1492–1505 között felépült templomuk is (Antonierkirche), amely a 18. század végétől műhelyként, postakocsi-állomásként, múzeumként, majd tűzoltóállomásként funkcionált.
Erlach-palota • Az óvárosi nemesi-polgári családok palotáinak egyik legszebb példája az Erlach-palota (Erlacherhof), amelynek története a 14. századig nyúlik vissza. Két régebbi ház összenyitásával ekkor alakult ki a mai palota elődje, amelyhez a 15. század közepén egy harmadik polgárházat is hozzáépítettek. Az ekkor még a Bubenberg család által lakott palota (Bubenberghaus, Bubenberghofstatt) a 18. század közepén a városbíró (Schultheiß) Hieronymus von Erlach tulajdonába került, aki utasítást adott az épület Albrecht Stürler tervei alapján történő, franciás szellemiségű átalakítására (1746–1752). A 19. század elején francia konzulátus működött az épület falai között, 1832-ben a városvezetés, 1848-ban a szövetségi parlament felsőházának irodája költözött az épületbe, végül 1857-től napjainkig a városi önkormányzat egyes hivatalai működnek benne.
Gabonaház • A Gabonaház (Kornhaus) Abraham és Hans Jakob Dünzx tervei alapján épült 1711–1715 között gabonaraktárnak. Az épület alatt rendkívül kiterjedt pincerendszert építettek ki, amelyet bortárolásra használtak. 1895-ben az épületet Adolf Tièche tervei alapján átalakították, a földszinti részen egy postahivatal, az emeleteken a Kereskedelmi Múzeum (Gewerbemuseum) kapott helyet. 1896–1898 között Friedrich Schneider tervei alapján étteremmé alakították át a pincerendszert, amelynek falain Rudolf Münger irodalmi ihletésű freskói kaptak helyet. Ez lett a 20. században rendkívül népszerűvé váló, a helyi nyelvjárásban Chübu néven emlegetett Kornhauskeller étterem. Napjainkban kulturális szervezetek irodái, kiállítóhelyiségek és előadótermek töltik be az épületet. Szomszédságában áll a Városi Színház (Stadttheater) 1903-ban megnyitott neoklasszicista épülete, amely Bern dráma-, opera- és balettszínháza is egyben. A Gabonaházzal szemben nyíló Rathausgasséban található a város 1769-ben épült régi vágóhídja (Altes Schlachthaus).
Äussere Stand Tanácsa • Az Äussere Stand Tanácsa (Rathaus des Äusseren Standes) 1728–1730 között épült, s itt kezdte meg működését 1731-ben a városvezetéssel elégedetlen berni patrícius- és polgárifjak szervezete, az Äussere Stand. Az ifjak parlamentje – címerük egy sétáló majmot ábrázolt – afféle „város a városban” szervezetként működött egészen 1798-as feloszlásáig. Ezt követően volt a szenátus (Helvetischen Senat, 1799), a szövetségi parlament (Tagsatzung, 1804–1847), a kantonok tanácsa (Ständerat, 1848–1858) és a berni esküdtbíróság (Bernische Schwurgericht, 1850–1900) székhelye. 1903–1934 között az Alpesi Múzeum (Alpine Museum) rendezkedett be falai között. 1874-ben az épületben alakult meg az Egyetemes Postaegyesület. Az épület a 20. században javarészt étterméről volt nevezetes, de különféle szervezetek gyűléseinek is otthont ad.

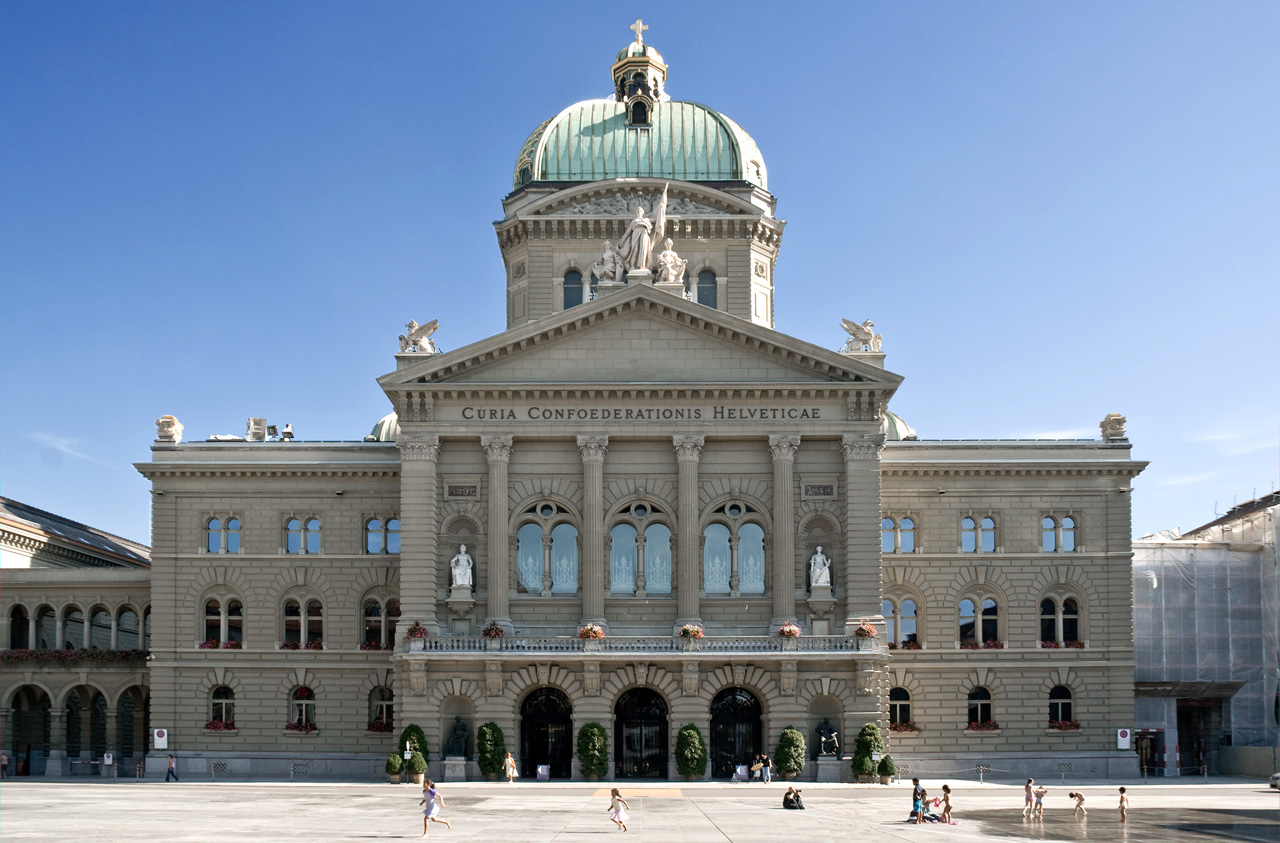
A Szövetségi Parlament északi homlokzata

Szövetségi Parlament • A Szövetségi Parlament (Bundeshaus) építése 1894-ben kezdődött Hans Wilhelm Auer tervei alapján, s 1900-ban fejeződött be, de csak 1902-ben adták át rendeltetésének. Az épületben székel a Szövetségi Tanács (Bundesrat), vagyis a tulajdonképpeni kormányzat, valamint a parlament, a szövetségi gyűlés (Bundesversammlung). A korábbi parlament a mostani épület tulajdonképpeni nyugati szárnya, amely Friedrich Studer tervei alapján épült 1852–1857 között, és amelyet először 1884–1892 között bővítettek, végül a századfordulóra elkészült a ma ismert épület. A neoreneszánsz stílusban épült parlamentnek építészeti szempontból figyelemre méltó hatalmas kupolája, északi főhomlokzata és gazdagon díszített lépcsőháza. A szövetségi parlament székháza mellett magasodik az 1867–1869 között elkészült impozáns épület, amely 1903-ig koncert- és  báltermeknek, valamint egy könyvtárnak adott otthont, 1906 óta pedig a Berner Kantonalbank székháza (Kantonalbankgebäude). A parlament keleti szomszédságában áll az eredetileg a szövetségi fővárosba érkező diplomaták, politikusok, uralkodók elszállásolására 1865-ben megnyitott Bellevue Palace hotel.
Einstein-ház • 1903–1905 között a városban élt az ifjú Albert Einstein, egykori lakhelyén – ahol feltehetőleg általános relativitáselméletét is kidolgozta –, a Kramgasse 49. alatti Einstein-házban (Einsteinhaus) emlékmúzeumot rendeztek be.

### Díszkutak

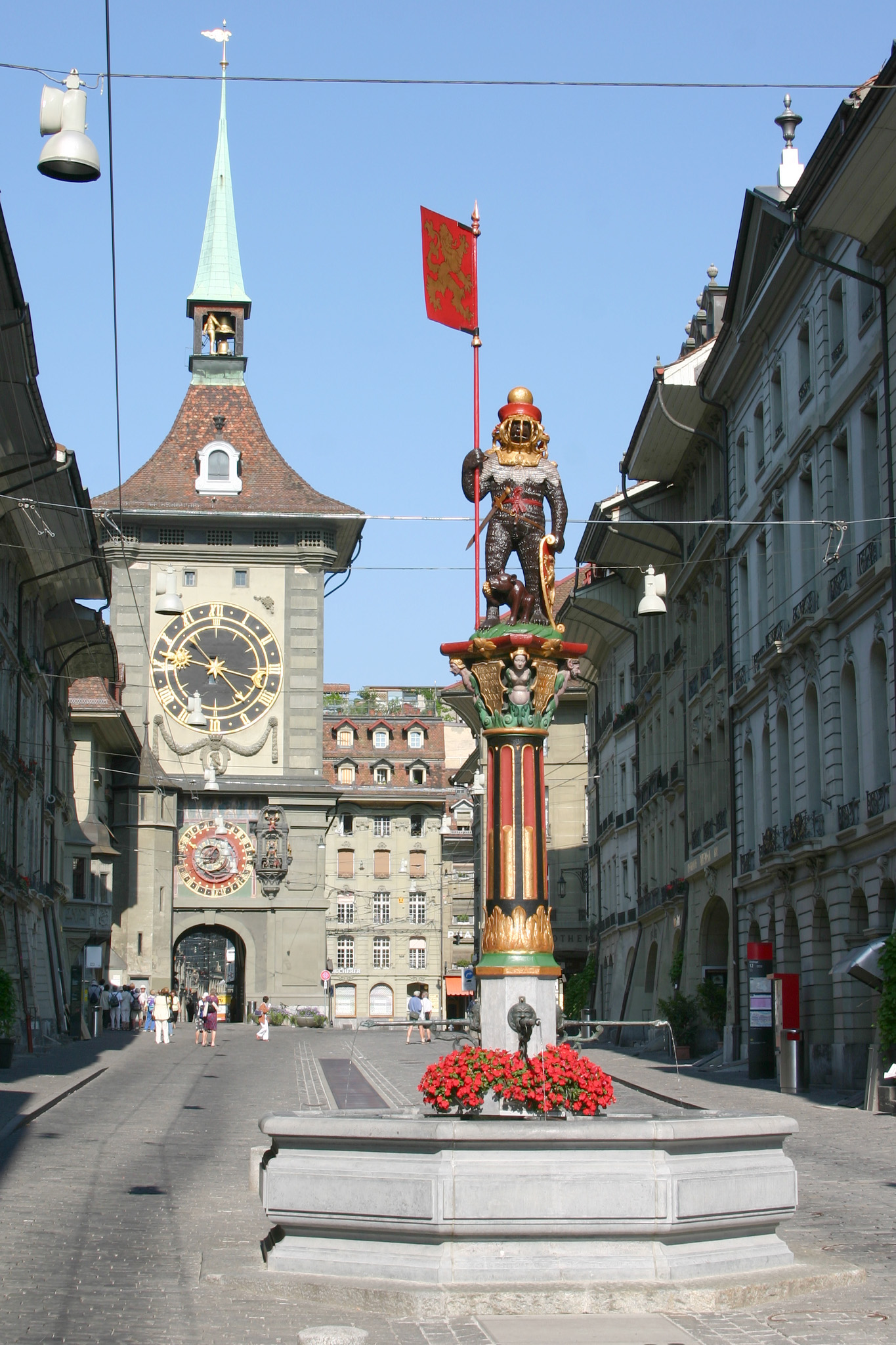
A Zähringer-kút az Óratorony keleti oldalával

A dombra települt Bern életében nem elsősorban esztétikai funkciót töltöttek be a kutak, hanem a városlakók elsőrendű víznyerő helyéül szolgáltak, ezekből származott a mindennapi élethez, a háztartáshoz szükséges vízmennyiség. A kutak egy részét a város történetének korai szakaszában ásták, de az utcaképhez is hozzájáruló, díszes külsejüket csak a 16. század közepén nyerték el. Főként Hans Gieng szobrászmester tevékenysége nyomán ekkor készültek el a díszes medencék, valamint a központi helyzetű oszlopok tetején álló allegorikus szoboralakok. A vezetékes víz 19. századi, majd az autóforgalom 20. századi megjelenésével e kutak többsége feleslegessé vált, egyúttal a közlekedést is zavarta, így nagyrészüket eltávolították. Napjainkban tizenhat köztéri díszkút ismert, ezek legjelentősebbjei:
- Zähringer-kút (Zähringerbrunnen, 1535-ben készült, Hans Hiltbrand műve, a Kramgassén áll);
- Zászlós-kút (Vennerbrunnen, 1542, Hans Gieng, Rathausplatz);
- Vadász-kút (Schützenbrunnen, 1543, Hans Gieng, Marktgasse);
- Igazság-kút (Gerechtigkeitsbrunnen, 1543, Hans Gieng, Gerechtigkeitsgasse);
- Sámson-kút (Simsonbrunnen, 1544, Hans Gieng, Kramgasse);
- Mózes-kút (Mosesbrunnen, 1544, Niklaus Sprüngli, Münsterplatz);
- Fullajtár-kút (Läuferbrunnen, 1545, Hans Gieng, Läuferplatz);
- Ryffli-kút (Ryfflibrunnen, 1545, Hans Gieng, Aarbergergasse);
- Anna Seiler-kút (Anna-Seiler-Brunnen, 1546, Hans Gieng, Marktgasse);
- Sípos-kút (Pfeifferbrunnen, 1546, Hans Gieng, Spitalgasse);
- Gyermekfaló-kút (Kindlifresserbrunnen, 1546, Hans Gieng, Kornhausplatz).[22]